# 新潟交通クハ45形電車
新潟交通クハ45形電車（にいがたこうつうクハ45がたでんしゃ）は、かつて新潟交通で使用されていた制御車。自社の旧型車の下回りと小田急の廃車発生品の車体を組み合わせて製造された。
なお、本項では同様に小田急の廃車発生品の車体を利用しているモハ16形、及びクハ36形についても記述する。

## クハ45形
クハ45 - 50の6両が在籍した。1933年の電車線開業時にモハ11形とともに日本車輌東京支店で製造されたクハ31形クハ31・32、1943年に神中鉄道から譲り受けた元キハ30形のクハ33形クハ33、1944年にクハ31形の増備車として日本鉄道自動車で製造されたクハ34形クハ34・35、1962年にモハ18（初代）を電装解除して登場したクハ40形クハ40の改造名義で、1967年 - 1970年の間に小田急デハ1400形・クハ1450形の車体と手持ちの台車を組み合わせて製造された。
| 車両番号 | 改造元 （車籍継承元） | 車体供出元 （小田急車番） |
| -------- | --------------------- | ------------------------- |
| クハ45   | クハ35                | デハ1416                  |
| クハ46   | クハ34                | デハ1408                  |
| クハ47   | クハ31                | デハ1414                  |
| クハ48   | クハ32                | デハ1412                  |
| クハ49   | クハ33                | クハ1465                  |
| クハ50   | クハ40                | デハ1411                  |

モハ10形などと連結して、主にラッシュ時の増結用に使用されていた。またクハ45 - クハ48は1981年にワンマン運転対応工事を受けている。1993年8月1日の月潟駅 - 燕駅間廃止時にクハ47 - クハ50が廃車され、六分駅で解体された。また、クハ45も追って同年末に廃車された。1999年の電車線廃止まで在籍していたのはクハ46のみである。

### 廃車体
廃車後はクハ45が佐渡島（両津市。現、佐渡市）に渡り、両津港で加茂湖遊覧船の待合室として活用された。しかし遊覧船が廃止されたために閉鎖され、その後2009年8月に解体された。同車の保存当時は海岸に面していることに加え、防錆などのメンテナンスを受けていた様子も無く、ウインドシルが脱落したままになっているなど保存状態は悪かった。また車体に関する解説表示も無いことから、静態保存というより放置に近い状態だった。
またクハ46は埼玉県長瀞町の企業に引き取られ、静態保存されている。

## モハ16形
元伊那電気鉄道の買収国電モハ1924を1956年に譲受した車両で、モハ16（2代）の1両のみが在籍した。1968年に小田急デハ1400形1409の廃車体と振り替え、クハ45形と同様の車体となった。
1993年の燕駅 - 月潟駅間廃止に伴い、クハ45形の大半同様廃車された。

## クハ36形
1947年に製造されたモハ11形モハ16（初代）が故障が多かったことから、1950年に電装解除して制御化した車両で、クハ36の1両のみが在籍した。クハ45形への更新最中の1969年に小田急クハ1350形クハ1352の車体を利用して更新された。
輸送量の減少により余剰となり、部分廃止前の1989年末に廃車された。